# Papiloma escamoso
Papiloma escamoso é uma proliferação do epitélio escamoso estratificado, presumivelmente induzida pelo papilomavírus humano  (HPV). HPV encerra um grupo de viroses de filamento duplo de DNA do subgrupo A de papovírus, que pode estar completamente  integrado ao DNA da célula hospedeira. No entanto, existem mais de 64 tipos de HPV conhecidos, muitos associados a lesões da cabeça e do pescoço. Estas viroses podem ser freqüentemente identificadas por uma hibridização in situ, análise imunoistoquímica e técnicas de reação em cadeia de polimerase (PCR), mas não são visíveis em coloração histopatológica de rotina. Os subtipos virais HPV-6 e HPV-11 têm sido idêntificados em até 50 % dos papilomas orais.
O modo exato de transmissão é desconhecido. Em oposição a outras lesões induzidas por HPV, as viroses, nessa lesão, parecem ter uma virulência e uma taxa de infectuosidade extremamente baixas. Tem sido sugerido um período de latência ou incubação de três a 12 meses.
Os papilomas escamosos contribuem para aproximadamente 3% das lesões orais submetidas à biópsia e são encontradas em quatro para cada 1000 adultos. Embora alguns autores tenham especulado que papilomas se desenvolvem predominantemente em crianças, os estudos epidemiológicos parecem confimar seu aparecimento em qualquer idade.